# Cordylospasta opaca
Cordylospasta opaca är en skalbaggsart som först beskrevs av Horn 1868.  Cordylospasta opaca ingår i släktet Cordylospasta och familjen oljebaggar. Inga underarter finns listade i Catalogue of Life.